# Spezifikation (Statistik)
Die Spezifikation bezeichnet in der Statistik und Ökonometrie einen Prozess der Modellentwicklung, in der ein ökonomisch und statistisch schätzbares Modell (Schätzmodell) festgelegt wird. Es werden die abhängigen Variablen und die erklärenden Variablen sowie deren funktionaler Zusammenhang durch die Spezifikation bestimmt. Grundlage der Spezifikation ist ein ökonomisches Modell. Aus diesem ökonomischen Modell wird ein schätzbares ökonometrisches Modell abgeleitet, dessen erklärende Variablen korrekt spezifiziert sein sollten. In der Zeitreihenanalyse ist die Modellspezifikation die Bestimmung der Ordnung p, q eines ARMA-Prozesses oder p, d, q eines ARIMA-Prozesses.

## Beispiel
Als Beispiel könnte man den funktionalen Zusammenhang {\displaystyle y=f(s,x)} zwischen dem Einkommen des Haushalts {\displaystyle y} und dem Humankapital gemessen durch Anzahl der Schuljahre {\displaystyle s} und die Berufserfahrung {\displaystyle x} spezifizieren:
{\displaystyle \ln y=\ln y_{0}+\rho s+\beta _{1}x+\beta _{2}x^{2}+\varepsilon }.
Hierbei bezeichnet {\displaystyle \varepsilon } den unerklärten Fehlerterm der als unabhängig und identisch verteilt angenommen wird. Falls das Modell die Gauß-Markow-Annahmen erfüllt, dann können die Parameter {\displaystyle \rho } und {\displaystyle \beta } erwartungstreu und effizient mittels der Methode der kleinsten Quadrate geschätzt werden.

## Spezifikationsfehler und Verzerrungen
Ein Spezifikationsfehler taucht auf, wenn die unabhängige Variable mit dem Fehlerterm korreliert. Es gibt eine Vielzahl von Spezifikationsfehlern:
- Eine falsche funktionale Form könnte gewählt worden sein
- Eine Variable, die nicht in die Regressionsgleichung miteinbezogen wurde, könnte mit der abhängigen Variablen und einer oder mehreren erklärenden Variablen korrelieren (Verzerrung durch ausgelassene Variablen (englisch omitted variable bias))
- Eine irrelevante Variable wurde in das Regressionsmodell eingefügt
- Messfehler könnten die abhängige Variable beeinflussen